# Altgernsdorf
Altgernsdorf ist ein Ortsteil von Langenwetzendorf im Landkreis Greiz in Thüringen.

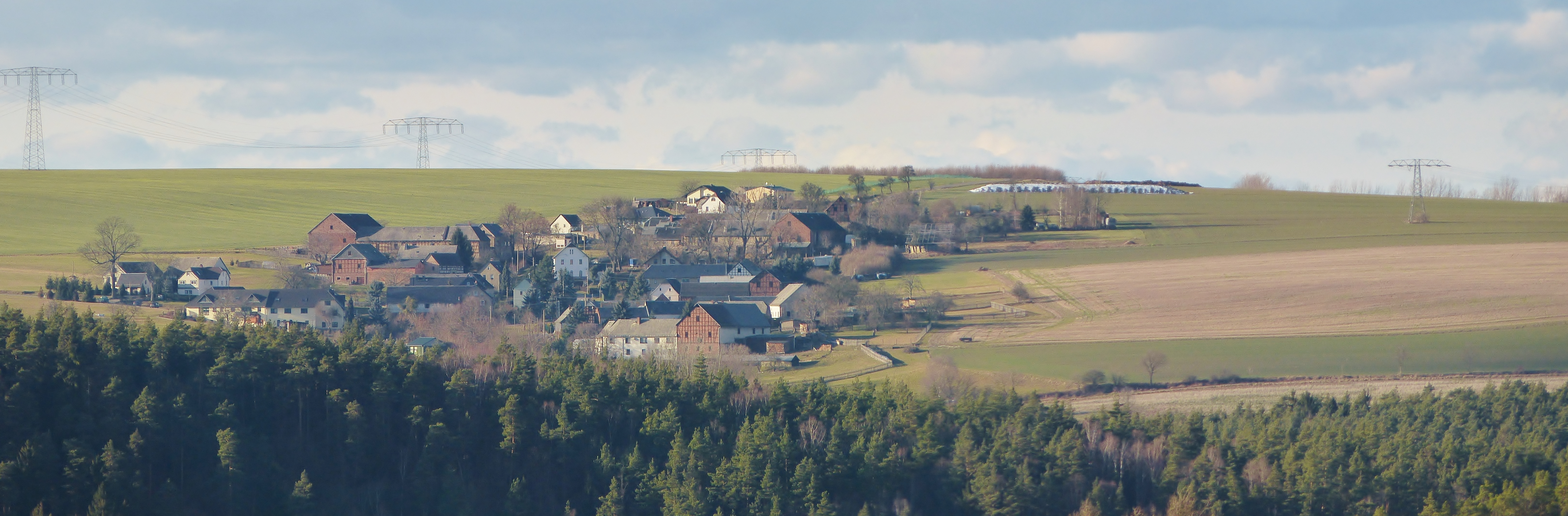
Altgernsdorf in der Landschaft

## Lage
Altgernsdorf liegt nördlich von Wildetaube und östlich von Weida auf einem Hochplateau im nordöstlichen Thüringer Schiefergebirge. Das Dorf ist über die Bundesstraße 92 und eine Ortsverbindungsstraße zu erreichen. Die Gemarkung des Ortsteils ist kupiert.

## Geschichte
Am 25. Juni 1230 wurde der Ortsteil erstmals urkundlich erwähnt. 100 Einwohner wohnen im Dorf. Zum 31. Dezember 2013 kam der Ort zur Gemeinde Langenwetzendorf, weil Wildetaube eingemeindet wurde.